# Brunei na Mistrzostwach Świata w Lekkoatletyce 2013
Brunei na Mistrzostwach Świata w Lekkoatletyce 2013 – reprezentacja Brunei podczas mistrzostw świata w Moskwie liczyła 1 zawodnika, który nie zdobył medalu.

## Występy reprezentantów Brunei
| Konkurencja            | Zawodnik                  | Eliminacje | Eliminacje | Półfinał | Półfinał | Finał    | Finał   |
| Konkurencja            | Zawodnik                  | Rezultat   | Pozycja    | Rezultat | Pozycja  | Rezultat | Pozycja |
| ---------------------- | ------------------------- | ---------- | ---------- | -------- | -------- | -------- | ------- |
| Bieg na 400 m mężczyzn | Ak. Hafiy Tajuddin Rositi | 49,98      | 31.        | NQ       | NQ       | NQ       | NQ      |